# Kesselverdampfer

Prinzip eines Kettle-type-Verdampfers

Ein Kesselverdampfer oder Kettle-type-Verdampfer ist ein Verdampfer, der aus einem Rohrbündel besteht, das in eine Flüssigkeit getaucht ist. Rohrbündel und Flüssigkeit befinden sich in einem Behälter, der als Abscheider dient. Solche Verdampfer werden oft zur Erzeugung von Heizdampf aus flüssigem Wasser verwendet.

## Prinzip
Ein beheizbares Rohrbündel befindet sich, in der Regel liegend, in einem größeren Behälter, der als Abscheider dient. Die zu verdampfende Flüssigkeit wird in den Bereich des Rohrbündels zugeführt und durch ein Überlaufwehr angestaut, so dass das Rohrbündel getaucht ist. Die Flüssigkeit kocht durch die Beheizung, so dass sich Blasen bilden, die durch das große Volumen des Abscheiders von der Flüssigkeit abgeschieden und aus dem oberen Bereich abgeführt werden. Die nicht verdampfte Flüssigkeit läuft am Wehr über und wird dann aus dem Verdampfer abgezogen.